# Холодівщина (Зіньківський район)
Холодівщина — колишнє село в Україні.
Підпорядковувалося Пишненківській сільській раді Зіньківського району Полтавської області. 
Історія хутора простежувалася ще з 18 століття. У «Описі Київського намісництва» 1780-х років згадані хутори Куземинської сотні Зіньківського повіту Гадяцького полку «військового товариша Холодовського» та «померлого попа Холодовського». На 3-версній карті 1869 року - «хутір Холодовського» на 5 дворів. Поряд був хутір Руденки. 
Село Холодівщина було розташоване за 1 км на південь від села Саранчівка. 
30 березня 2000 року рішенням Полтавської обласної ради село виключене з облікових даних.